# Kiltlied
Ein Kiltlied (von alem. Kilt zu ahd. chwilt „Abend“) ist ein im südwestdeutschen Sprachraum, besonders in der Schweiz, traditionelles volkstümliches Lied. Es gehört zum Brauchtum des Kiltgangs. Kiltlieder beschreiben in Wechselform den abendlichen Aufbruch des jungen Mannes zu seiner Braut, als Kiltspruch den Wunsch nach Einlass in ihr Haus, als Tagelied den morgendlichen Abschied und die Wiederbegegnung.